# Diplastrella gardineri
Diplastrella gardineri är en svampdjursart som beskrevs av Topsent 1918. Diplastrella gardineri ingår i släktet Diplastrella och familjen Spirastrellidae. Inga underarter finns listade i Catalogue of Life.